# بيدرو فاز
بيدرو فاز (بالإسبانية: Pedro Vaz)‏ هو دبلوماسي ومحامي وسياسي أوروغواني، ولد في 2 ديسمبر 1963 في الأوروغواي، وتوفي في 6 ديسمبر 2012 في سانتياغو في تشيلي. حزبياً، نشط في الجبهة العريضة ‏. وقد انتخب وزير الشؤون الخارجية.